# لورین (ترانه)
«لورین» (به انگلیسی: Loreen) تک‌آهنگی از هنرمند اهل آلمان ساندرا کرتو است که در سال ۱۹۸۶ میلادی منتشر شد.